# ماريا يوريبا
ماريا يوريبا (بالإسبانية: María Uribe)‏ هي منافسة ألعاب القوى مكسيكية، ولدت في 8 مارس 1908 في ثيوداد جوثمان في المكسيك، وتوفيت في 21 فبراير 1992 في مدينة مكسيكو في المكسيك.

## وصلات خارجية
- ماريا يوريبا على موقع أوليمبيديا (الإنجليزية)